# Linda Joy Singleton
Œuvres principales
- Série Ma sœur, le fantôme
- Série Régénération
- Série Visions
- Série Rencontres de l'étrange
- Série Morte vivante

Linda Joy Singleton, née le 29 octobre 1957 à Portland dans l'Oregon, est une auteure américaine de littérature d'enfance et de jeunesse et de science-fiction.

## Œuvres

### SérieMa sœur, le fantôme
1. Jumelles à nouveau, Ada, 2012 ((en) Twin Again, 1995)
2. L'Évasion du pays des fantômes, Ada, 2012 ((en) Escape from Ghostland, 1995)
3. Problème d'enseignante, Ada, 2012 ((en) Teacher Trouble, 1996)
4. Gardienne d'enfants, attention !, Ada, 2013 ((en) Babysitter Beware, 1996)

### SérieRégénération
1. Régénération, Ada, 2012 ((en) Regeneration, 2000)
2. La Quête, Ada, 2012 ((en) The Search, 2000)
3. La Vérité, Ada, 2012 ((en) The Truth, 2000)
4. L'Imposteur, Ada, 2013 ((en) The Imposter, 2000)
5. Le Tueur, Ada, 2013 ((en) The Killer, 2001)

### SérieVisions
1. Ne meurs pas libellule, Ada, 2007 ((en) Don't Die, Dragonfly, 2004)
2. La Dernière Danse, Ada, 2007 ((en) Last Dance, 2005)
3. Boule de cristal, Ada, 2008 ((en) Witch Ball, 2006)
4. Croiser le fer, Ada, 2008 ((en) Sword Play, 2006)
5. La Breloque du destin, Ada, 2008 ((en) Fatal Charm, 2007)
6. La Muse de la magicienne, Ada, 2011 ((en) Magician's Muse, 2010)

### SérieRencontres de l'étrange
1. Oh non ! OVNI !, Ada, 2008 ((en) Oh No! UFO!, 2004)
2. Lutinerie !, Ada, 2008 ((en) Shamrocked!, 2005)
3. La Magie des sirènes, Ada, 2008 ((en) Sea Switch, 2005)

### SérieMorte vivante
1. La Morte qui marchait, Ada, 2009 ((en) Dead Girl Walking, 2008)
2. La Morte qui dansait, Ada, 2010 ((en) Dead Girl Dancing, 2009)
3. La Morte qui aimait, Ada, 2010 ((en) Dead Girl in Love, 2009)

### Romans indépendants
- Cap sur l'amour, Bayard Jeunesse, 2001 ((en) Dreamboat, 1995)
- (en) Love Potion, 2002
- (en) Phantom Boyfriend, 2002
- (en) Double Vision, 2003
- (en) Mail Order Monster, 2005
- (en) Melissa's Mission Impossible, 2005
- Enseveli - Les Mystères de la jeune gothique, Ada, 2013 ((en) Buried: a Goth Girl Mystery, 2012)